# Generalgewaltiger
Generalgewaltiger bezeichnet den Chef von militärischen Ordnungseinheiten mit Polizeiaufgaben.

## Beschreibung
Der Generalgewaltige (auch Generalprofos, Feldprofos, Feldgewaltiger) war im späten Mittelalter und bis ins 17. Jahrhundert hinein das Haupt der Heerespolizei, der späteren Feldjäger.
Der Generalgewaltige war der Vorsteher aller Profose, ihrer Trabanten, der Stockmeister, Steckenknechte und Scharfrichter. In früheren Zeiten hatte er die Verpflichtung, mit einem Gefolge von Reitern, Bütteln und Henkern im Bezirk des Lagers oder der Quartiere umherzureiten und Ordnung zu halten. Mannschaften, die er beim Plündern fand, konnte er sofort hängen lassen. Später hatte er lediglich das Recht, Verdächtige in Arrest nehmen zu lassen. In den späten Zeiten wurde die Stellung oft von einem Stabsoffizier bekleidet.
In Leonhard Fronspergers Werk Kriegsbuch, erschienen 1578, wurden die Aufgaben des Generalgewaltigen und der ihm unterstellten Profose eingehend beschrieben. In dem von König Gustav Adolf erlassen schwedischen Kriegsrecht, veröffentlicht 1632, sollte der Generalgewaltige an den Verhandlungen der Kriegsgerichte teilnehmen und bei Urteilen, die er für nicht gesetzesgemäß hielt, an den Generalauditor bzw. an das Generalkriegsgericht appellieren.
Die Position als Chef der Militärpolizei wird heute bei vielen englischsprachigen Streitkräften und  NATO Provost Marshal genannt.